# 日本柱核螺
日本柱核螺（学名：Adamnestia japonica）为三叉螺科柱核螺属的动物。分布于日本，包括东海等海域，属于暖水性种类。其常栖息于潮下带浅水区到较深海底的细砂质底。